# Chimkod, Bidar
Chimkod là một làng thuộc tehsil Bidar, huyện Bidar, bang Karnataka, Ấn Độ.